# Aziatisch kampioenschap voetbal vrouwen 2008
Het AFC Asian Cup vrouwen 2008 werd van 28 mei tot en met 8 juni 2008 in Vietnam gespeeld. De zestiende editie van dit voetbaltoernooi werd gewonnen door Noord-Korea door in finale China met 2-1 te verslaan.

## Deelnemende teams
| - 1 China - 2 Australië | - 3 Noord-Korea - 4 Japan | - 5 Chinees Taipei - 6 Zuid-Korea | - 7 Thailand - 8 Vietnam (Gastland) |  |

De loting werd op 18 april 2008 in Ho Chi Minh City, Vietnam verricht.

## Groepsfase

### Groep A
| Team        | Pts | Pld | W | D | L | GF | GA | GD  |
| ----------- | --- | --- | - | - | - | -- | -- | --- |
| Noord-Korea | 9   | 3   | 3 | 0 | 0 | 9  | 0  | +9  |
| China       | 6   | 3   | 2 | 0 | 1 | 6  | 2  | +4  |
| Vietnam     | 3   | 3   | 1 | 0 | 2 | 1  | 4  | −3  |
| Thailand    | 0   | 3   | 0 | 0 | 3 | 1  | 11 | −10 |

|                         |                                                                     |        |          |                                                                                 |
| 28 mei 2008 17:00 UTC+7 | Noord-Korea                                                         | 5 – 0  | Thailand | Thong Nhat Stadium Toeschouwers: 2,000 Scheidsrechter: Tammy Ogston (Australia) |
| 28 mei 2008 17:00 UTC+7 | Kim Kyong-Hwa 8' 39' Ri Kum-Suk 30' Ri Un-Suk 51' Kim Yong-Ae 90+1' | Report |          | Thong Nhat Stadium Toeschouwers: 2,000 Scheidsrechter: Tammy Ogston (Australia) |

|                         |             |        |         |                                                                    |
| 28 mei 2008 19:30 UTC+7 | China       | 1 – 0  | Vietnam | Thong Nhat Stadium Toeschouwers: 5,500 Scheidsrechter: Hong Eun-Ah |
| 28 mei 2008 19:30 UTC+7 | Xu Yuan 31' | Report |         | Thong Nhat Stadium Toeschouwers: 5,500 Scheidsrechter: Hong Eun-Ah |

|                         |         |        |                                          |                                                                    |
| 30 mei 2008 17:00 UTC+7 | Vietnam | 0 – 3  | Noord-Korea                              | Thong Nhat Stadium Toeschouwers: 1,700 Scheidsrechter: Hong Eun-Ah |
| 30 mei 2008 17:00 UTC+7 |         | Report | Ri Un-Gyong 11' (pen) Ri Kum-Suk 39' 67' | Thong Nhat Stadium Toeschouwers: 1,700 Scheidsrechter: Hong Eun-Ah |

|                         |                 |        |                                                     |                                                                   |
| 30 mei 2008 19:30 UTC+7 | Thailand        | 1 – 5  | China                                               | Thong Nhat Stadium Toeschouwers: 300 Scheidsrechter: Sachiko Baba |
| 30 mei 2008 19:30 UTC+7 | Nisa Romyen 37' | Report | Liu Sa 11' Qu Feifei 20' 73' Xu Yuan 22' Pu Wei 86' | Thong Nhat Stadium Toeschouwers: 300 Scheidsrechter: Sachiko Baba |

|                         |       |        |                 |                                                             |
| 1 juni 2008 18:30 UTC+7 | China | 0 – 1  | Noord-Korea     | Army Stadium Toeschouwers: 200 Scheidsrechter: Tammy Ogston |
| 1 juni 2008 18:30 UTC+7 |       | Report | Ri Un-Gyong 34' | Army Stadium Toeschouwers: 200 Scheidsrechter: Tammy Ogston |

|                         |                      |        |          |                                                                     |
| 1 juni 2008 18:30 UTC+7 | Vietnam              | 1 – 0  | Thailand | Thong Nhat Stadium Toeschouwers: 2,500 Scheidsrechter: Baba Sachiko |
| 1 juni 2008 18:30 UTC+7 | Doan Thi Kim Chi 70' | Report |          | Thong Nhat Stadium Toeschouwers: 2,500 Scheidsrechter: Baba Sachiko |

### Groep B
| Team           | Pts | Pld | W | D | L | GF | GA | GD  |
| -------------- | --- | --- | - | - | - | -- | -- | --- |
| Japan          | 6   | 3   | 2 | 0 | 1 | 15 | 4  | +11 |
| Australië      | 6   | 3   | 2 | 0 | 1 | 1  | 3  | +4  |
| Zuid-Korea     | 6   | 3   | 2 | 0 | 1 | 5  | 3  | +2  |
| Chinees Taipei | 0   | 3   | 0 | 0 | 3 | 0  | 17 | −17 |

|                         |                                                              |        |                |                                                                  |
| 29 mei 2008 17:00 UTC+7 | Australië                                                    | 4 – 0  | Chinees Taipei | Thong Nhat Stadium Toeschouwers: 600 Scheidsrechter: Ri Hong-Sil |
| 29 mei 2008 17:00 UTC+7 | Heather Garriock 19' 42' Joan Tristram 51' Lisa De Vanna 82' | Report |                | Thong Nhat Stadium Toeschouwers: 600 Scheidsrechter: Ri Hong-Sil |

|                         |                   |        |                                        |                                                                    |
| 29 mei 2008 19:30 UTC+7 | Japan             | 1 – 3  | Zuid-Korea                             | Thong Nhat Stadium Toeschouwers: 600 Scheidsrechter: Bentla D'Coth |
| 29 mei 2008 19:30 UTC+7 | Yuki Nagasato 10' | Report | Cha Yun-Hee 18' Park Hee-Young 31' 54' | Thong Nhat Stadium Toeschouwers: 600 Scheidsrechter: Bentla D'Coth |

|                         |                |        | |                                                                        |
| 31 mei 2008 17:00 UTC+7 | Chinees Taipei | 0 – 11 | Japan | Thong Nhat Stadium Toeschouwers: 300 Scheidsrechter: Pannipar Kamnueng |
| 31 mei 2008 17:00 UTC+7 |                | Report | Aya Sameshima 21' Rumi Utsugi 29' 65' Kozue Ando 51' Eriko Arakawa 55' Karina Maruyama 66' 89' Michi Goto 76' Tomoe Kato 81' Lee Hsui-Chin 82' (og) Yuki Nagasato 90+1' | Thong Nhat Stadium Toeschouwers: 300 Scheidsrechter: Pannipar Kamnueng |

|                         |            |        |                                    |                                                                    |
| 31 mei 2008 19:30 UTC+7 | Zuid-Korea | 0 – 2  | Australië                          | Thong Nhat Stadium Toeschouwers: 300 Scheidsrechter: Bentla D'Coth |
| 31 mei 2008 19:30 UTC+7 |            | Report | Ellyse Perry 30' Lisa De Vanna 69' | Thong Nhat Stadium Toeschouwers: 300 Scheidsrechter: Bentla D'Coth |

|                         |                        |        |                                                |                                                                  |
| 2 juni 2008 17:00 UTC+7 | Australië              | 1 – 3  | Japan                                          | Thong Nhat Stadium Toeschouwers: 300 Scheidsrechter: Ri Hong-Sil |
| 2 juni 2008 17:00 UTC+7 | Clare Polkinghorne 70' | Report | Kozue Ando 8' Yuki Nagasato 33' Aya Miyama 50' | Thong Nhat Stadium Toeschouwers: 300 Scheidsrechter: Ri Hong-Sil |

|                         |                                  |        |                |                                                                  |
| 2 juni 2008 17:00 UTC+7 | Zuid-Korea                       | 2 – 0  | Chinees Taipei | Army Stadium Toeschouwers: 250 Scheidsrechter: Pannipar Kamnueng |
| 2 juni 2008 17:00 UTC+7 | Kim Yoo-Mi 23' Kim Soo-Yun 90+2' | Report |                | Army Stadium Toeschouwers: 250 Scheidsrechter: Pannipar Kamnueng |

## Halve finale
|                         |                       |       |           |                    |
| 5 juni 2008 16:00 UTC+7 | Noord-Korea           | 3 – 0 | Australië | Thong Nhat Stadium |
| 5 juni 2008 16:00 UTC+7 | Ri Kum-Suk 3' 41' 60' |       |           | Thong Nhat Stadium |

|                         |                 |       |                                  |                    |
| 5 juni 2008 18:00 UTC+7 | Japan           | 1 – 3 | China                            | Thong Nhat Stadium |
| 5 juni 2008 18:00 UTC+7 | Homare Sawa 47' |       | Wang Dandan 63' 68' Han Duan 75' | Thong Nhat Stadium |

## Troostfinale
|                         |           |                                                  |       |                    |
| 8 juni 2008 16:00 UTC+7 | Australië | 0–3                                              | Japan | Thong Nhat Stadium |
| 8 juni 2008 16:00 UTC+7 |           | Yuki Nagasato 15' Aya Miyama 78' Homare Sawa 86' |       | Thong Nhat Stadium |

## Finale
|                         |                                |       |            |                    |
| 8 juni 2008 18:00 UTC+7 | Noord-Korea                    | 2 – 1 | China      | Thong Nhat Stadium |
| 8 juni 2008 18:00 UTC+7 | Ri Kum-Suk 55' Lee Yung-Ae 68' |       | Bi Yan 12' | Thong Nhat Stadium |

1975 · 1977 · 1979 · 1981 · 1983 · 1986 · 1989 · 1991 · 1993 · 1995 · 1997 · 1999 · 2001 · 2003 · 2006 · 2008 · 2010 · 2014 · 2018 · 2022